# Dick Roche
Dick Roche (irisch Risteárd de Róiste, * 30. März 1947 in Wexford, County Wexford) ist ein irischer Politiker der Fianna Fáil.

## Biografie
Roche war nach dem Studium als Lecturer tätig und begann seine nationale politische Laufbahn als Kandidat der Fianna Fáil 1987 mit der Wahl zum Abgeordneten (Teachta Dála) des Unterhauses (Dáil Éireann), in dem er zunächst bis 1992 den Wahlkreis Wicklow vertrat. Während dieser Zeit war er von 1989 bis 1992 Vorsitzender des Gemeinsamen Ausschusses des Parlaments (Oireachtas) für staatlich unterstützte Körperschaften.
Nach seinem Ausscheiden aus dem Unterhaus wurde er am 2. Dezember 1992 vom damaligen Premierminister (Taoiseach) Albert Reynolds zum Mitglied des Senats (Seanad Éireann) nominiert und vertrat in diesem bis 1997 die Gruppe Verwaltung.
1997 wurde er erneut zum Mitglied des Dáil gewählt und vertritt seitdem wieder den Wahlkreis Wicklow. In dieser Zeit war er vom 19. Februar 1998 bis 2002 Vorsitzender des All-Parteien-Komitees im Initiativausschuss für Strategisches Management.
Am 6. Juni 2002 wurde er von Premierminister Bertie Ahern zum Staatsminister im Amt des Premierministers sowie im Außenministerium ernannt und übernahm damit als „Juniorminister“ sein erstes Regierungsamt. Im Rahmen einer Kabinettsumbildung wurde er dann am 29. September 2004 als Minister für Umwelt, das Kulturerbe und Lokalverwaltung ins Kabinett berufen.
Seit dem 14. Juni 2007 war er wiederum Staatsminister im Irischen Außenministerium und als solcher für Europaangelegenheiten zuständig. Bei den Wahlen zum Dáil Éireann 2011 verlor er seinen Sitz und schied damit auch aus der Regierung aus.
Dick Roche ist seit 1976 mit Eleanor Griffin verheiratet, mit der er vier Kinder hat. 